# 그레뱅 박물관
그레뱅 박물관(프랑스어: Musée Grévin 뮈제 그레뱅[*])은 프랑스 파리 9구의 그랑 불르바르에 있는 밀랍 인형 박물관이다. 매일 영업하며 입장료를 받는다. 파리 본점 외에도 몬트리올, 프라하, 서울특별시에도 지점이 있다.
1882년 프랑스의 일간지 <르 갈루아>의 기자였던 아르튀르 메이예르 (Arthur Meyer)가 창립하였으며, 초대 예술감독인 알프레드 그레뱅의 이름을 따와 지었다. 유럽에서 가장 오래된 밀랍인형 박물관 중 하나로, 바로크 양식으로 꾸며져 있다. 내부에는 일반적인 밀랍인형 전시 외에도 거울방이나 마술 공연장도 갖추고 있다. 거울방은 1900년 만국 박람회 당시에 지어진 것으로, 외젠 에나르드가 설계해 '신기루 궁전'(Palais des mirages)에 설치되었던 것이며 박람회가 끝난 뒤 이곳으로 옮겨온 것이다. 한편 1892년부터 1900년까지 샤를에밀 레노가 테아트르 옵티크를 이용해 세계 최초의 애니메이션 영화를 상영한 장소이기도 하다.

## 볼거리
그레뱅 박물관에는 현재 총 450여 개의 밀랍인형이 전시되어 있다. 프랑스의 역사와 근대의 삶을 주제로 각각의 풍경에 따라 배치 전시한 것으로, 샤를마뉴 대제부터 나폴레옹 3세, 프랑스 혁명의 잔혹한 풍경까지 프랑스사의 면면을 살펴볼 수 있다. 이들 밀랍인형은 19세기 말에서 20세기 초에 제작된 것들로서 기술 발전의 면모를 확인할 수 있다. 예컨대 1889년에 제작된 샤를로트 코르데가 장폴 마라를 죽이는 풍경에는 실제 칼과 욕조가 그대로 쓰였다. 한편 이보다는 조금 더 현시대에 속하는 유명인사들, 알베르트 아인슈타인, 마하트마 간디, 요한 바오로 2세 등의 밀랍인형은 현대 기술로 모델을 제작하였다.
그레뱅 박물관은 개관 이래 지금까지 총 2,000여 개의 밀랍인형을 정기적으로 들여왔다. 이 중에는 지네딘 지단, 모니카 벨루치, 이자벨 아자니, 놀웬 르루아 등의 밀랍인형이 포함되어 있다.

## 같이 보기
- 그레뱅 뮤지엄 서울